# 沙普隆
沙普隆（法語：Chapelon，法語發音：[ʃaplɔ̃]）是法国卢瓦雷省的一个市镇，属于蒙塔日区。

## 地理
沙普隆（48°2'13"N, 2°34'42"E）面积6.52 平方千米，位于法国中央-卢瓦尔河谷大区卢瓦雷省，该省份为法国中北部省份，北起埃松省，西北接厄尔-卢瓦省，西南接卢瓦-谢尔省，南至涅夫勒省和谢尔省，东临约讷省，东北接塞纳-马恩省。
与沙普隆接壤的市镇（或旧市镇、城区）包括：米涅雷特、科尔贝耶、拉东、洛尔西、穆隆。

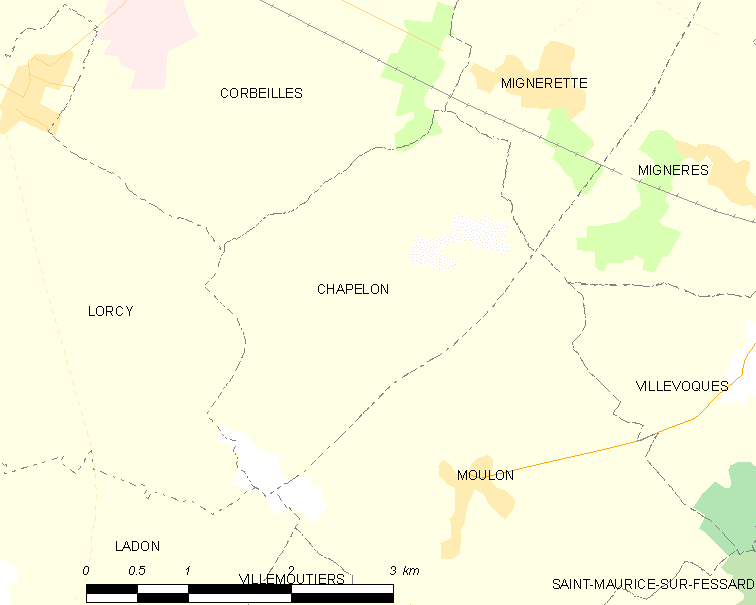
沙普隆的OSM定位图

沙普隆的时区为UTC+01:00、UTC+02:00（夏令时）。

## 行政
沙普隆的邮政编码为45270，INSEE市镇编码为45078。

## 政治
沙普隆所属的省级选区为洛里斯县。

## 人口

1962-2008年间沙普隆人口变化图示

沙普隆于2022年1月1日时的人口数量为250人。